# Бенковец
Бенковец је насељено место у саставу општине Бедња у Вараждинској жупанији, Хрватска. До територијалне реорганизације у Хрватској налазио се у саставу старе општине Иванец.

## Становништво
На попису становништва 2011. године, Бенковец је имао 234 становника.

## Попис1991.
На попису становништва 1991. године, насељено место Бенковец је имало 308 становника, следећег националног састава:
| Попис 1991.‍ | Попис 1991.‍ | Попис 1991.‍ | Попис 1991.‍ | Попис 1991.‍ |
| ----------- | ----------- | ----------- | ----------- | ----------- |
|             |             |             |             |             |
| Хрвати      | Хрвати      |             | 305         | 99,02%      |
| Срби        | Срби        |             | 1           | 0,32%       |
| непознато   | непознато   |             | 2           | 0,64%       |
| укупно: 308 |             |             |             |             |